# Bobtown
Bobtown es un lugar designado por el censo ubicado en el condado de Greene en el estado estadounidense de Pensilvania. En el año 2010 tenía una población de 757 habitantes.

## Geografía
Bobtown se encuentra ubicado en las coordenadas 39°45′44″N 79°58′51″O / 39.76222, -79.98083.